# Aquädukt Speising

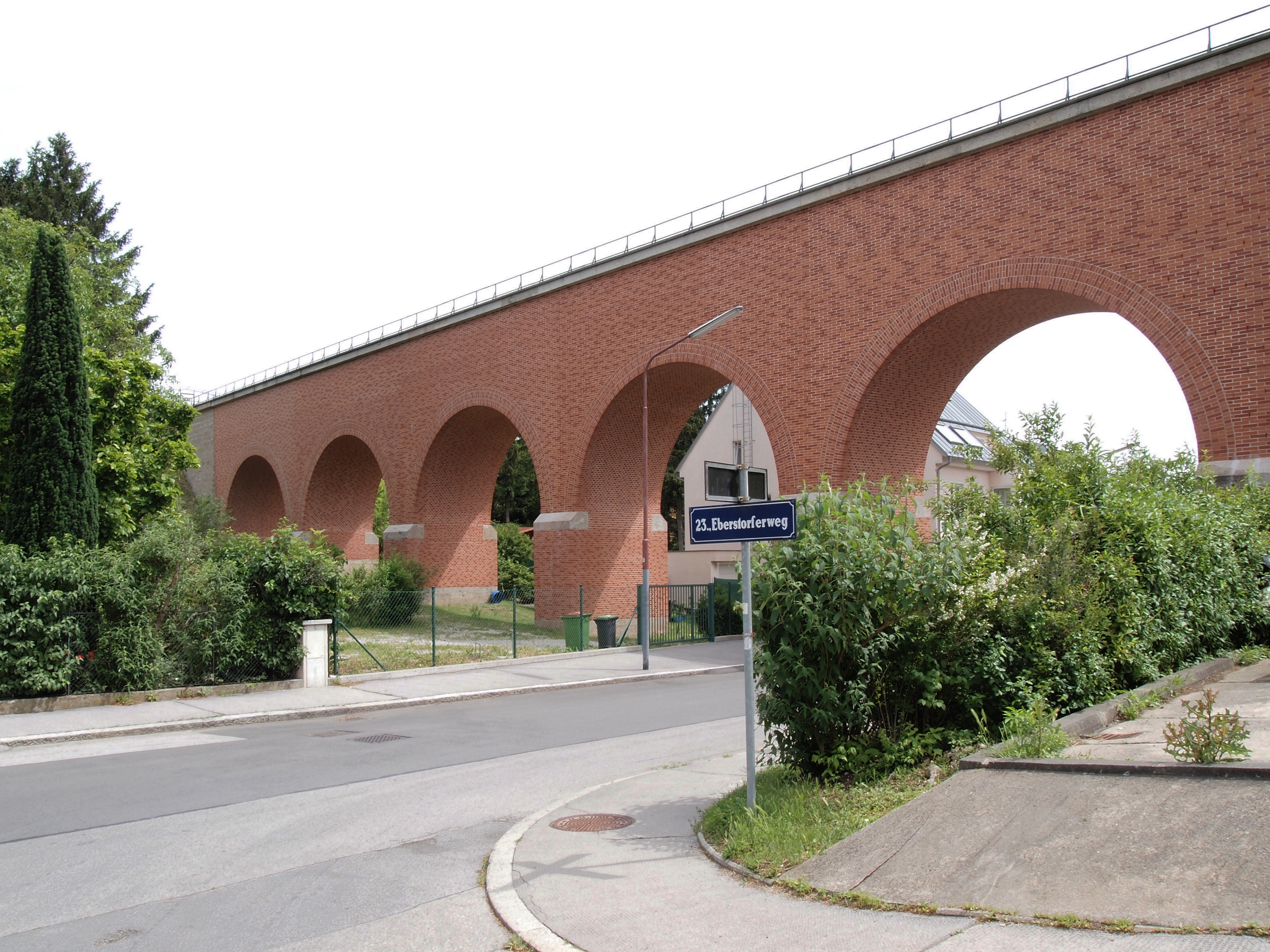
Aquädukt Speising

Der denkmalgeschützte Aquädukt Speising im 23. Wiener Gemeindebezirk Liesing ist das letzte derartige Bauwerk der Wiener Wasserversorgung vor dem Behälter Rosenhügel, dem Endpunkt der I. Wiener Hochquellenwasserleitung.

## Geschichte
Der rund 197 Meter lange – davon rund 108 Meter frei sichtbar – und 14 Meter hohe und unter dem Schutz der Haager Konvention zum Schutz von Kulturgut bei bewaffneten Konflikten stehende Aquädukt überquert die Tullnertalgasse mit sieben Bogen. Er befindet sich trotz seines Namens nicht im nördlich gelegenen Speising, sondern im Bezirksteil Mauer.
Diese Talüberquerung des Rosenberggrabens zwischen Steinberg (256 m) und Rosenhügel (258 m) besteht aus 25 verschütteten Bogenstellungen mit einer Spannweite von je rund 1,3 bis 1,9 Metern sowie sieben freistehenden Bogenstellungen mit rund neun Metern Spannweite.
Zwischen 1870 und 1873 wurde dieser Talübergang von der in London ansässigen Baufirma Antonio Gabrielli unter der Bauleitung des Wiener Stadtbauamtes aus nicht frostbeständigen Ziegeln sowie Quader- und Bruchsteinen errichtet. Feuchtigkeit und der Temperaturwechsel setzten den Ziegeln so zu, dass das Bauwerk nach einer von den Wiener Wasserwerken entwickelten und bei der zwischen 1999 und 2004 erfolgten Sanierung des ebenfalls zur I. Wiener Hochquellenleitung gehörenden Aquädukts Mödling erstmals angewandten Methode mit einem Kostenaufwand von rund 2,4 Millionen Euro saniert werden musste. Gefördert wurden diese Arbeiten aus dem Wiener Altstadterhaltungsfonds.
Um den optischen Gesamteindruck eines Ziegelbauwerks beizubehalten, wurden dabei rund 88.000 Stück frostbeständiger Klinkerziegel im sogenannten Alt-Wiener Format verbaut. Die Arbeiten wurden im Oktober 2006 nach einer Bauzeit von etwas mehr als einem Jahr abgeschlossen.
Das Gewölbe des Leitungskanals wurde aus konischen Formziegeln gemauert. Nach oben hin wurde der Leitungskanal mit Bruchsteinpflaster, das an den Seiten des Aquädukts durch Gesimsquader eingefasst wurde, abgedeckt. Später wurde als zusätzlicher Wetterschutz ein Asphaltüberzug, dem „Boschin“ – eine Anstrichmasse aus Asphalt und Kautschuk – beigemengt war, aufgebracht. Aufgabe des Boschins war es, den Asphalt elastisch zu erhalten und Rissbildungen zu vermeiden.